# نيك موران
نيك موران (بالإنجليزية: Nick Moran)‏ هو كاتب سيناريو ولاعب كاراتيه ومخرج وممثل بريطاني، ولد في 23 ديسمبر 1969 بالطرف الشرقي من لندن في المملكة المتحدة.

## أعمال

### أفلام
- (2009) هدف 3
- (2010) هاري بوتر ومقدسات الموت – الجزء 1[4][5]
- (2011) هاري بوتر ومقدسات الموت – الجزء 2
- (2014) سجناء الشمس

### مسلسلات
- ميامي

## وصلات خارجية
- نيك موران على موقع IMDb (الإنجليزية)
- نيك موران على موقع ألو سيني (الفرنسية)
- نيك موران على موقع ميوزك برينز (الإنجليزية)
- نيك موران على موقع أول موفي (الإنجليزية)
- نيك موران على موقع قاعدة بيانات الأفلام السويدية (السويدية)
- نيك موران على موقع إن إن دي بي (الإنجليزية)
- نيك موران على موقع قاعدة بيانات الفيلم (الإنجليزية)
- نيك موران على موقع كينوبويسك (الروسية)